# Japan Soccer League 1977
Die Japan Soccer League 1977 war die dreizehnte Spielzeit der japanischen Japan Soccer League. An ihr nahmen 20 Vereine teil. Meister wurden die Fujita Industries.

## Ergebnisse

### Division 1
| Pl. | Verein                      | Sp. | S  | N  | Tore  | Diff. | Punkte |
| --- | --------------------------- | --- | -- | -- | ----- | ----- | ------ |
| 1   | Fujita Industries           | 18  | 15 | 3  | 64:15 | +49   | 60     |
| 2   | Mitsubishi Heavy Industries | 18  | 13 | 5  | 34:21 | +13   | 47     |
| 3   | Hitachi                     | 18  | 13 | 5  | 36:25 | +11   | 46     |
| 4   | Toyo Industries             | 18  | 11 | 7  | 38:20 | +18   | 42     |
| 5   | Yanmar Diesel               | 18  | 11 | 7  | 39:28 | +11   | 40     |
| 6   | Furukawa Electric           | 18  | 10 | 8  | 33:31 | +2    | 36     |
| 7   | Nippon Steel                | 18  | 5  | 13 | 14:29 | −15   | 22     |
| 8   | Nippon Kokan                | 18  | 6  | 12 | 28:27 | +1    | 20     |
| 9   | Fujitsu                     | 18  | 5  | 13 | 18:38 | −20   | 20     |
| 10  | Toyota Motors               | 18  | 1  | 17 | 11:81 | −70   | 4      |

### Division 2
| Pl. | Verein                  | Sp. | S  | N  | Tore  | Diff. | Punkte |
| --- | ----------------------- | --- | -- | -- | ----- | ----- | ------ |
| 1   | Yomiuri                 | 18  | 12 | 6  | 41:19 | +22   | 47     |
| 2   | Nissan Motors           | 18  | 12 | 6  | 23:18 | +5    | 43     |
| 3   | Sumitomo Metals         | 18  | 10 | 8  | 33:32 | +1    | 35     |
| 4   | Yanmar Club             | 18  | 10 | 8  | 25:24 | +1    | 32     |
| 5   | Kofu SC                 | 18  | 8  | 10 | 28:28 | ±0    | 32     |
| 6   | Kyoto Shiko Club        | 18  | 9  | 9  | 26:37 | −11   | 31     |
| 7   | Honda Motors            | 18  | 8  | 10 | 25:24 | +1    | 29     |
| 8   | Teijin Matsuyama        | 18  | 8  | 10 | 24:31 | −7    | 29     |
| 9   | Furukawa Electric Chiba | 18  | 7  | 11 | 19:28 | −9    | 28     |
| 10  | Tanabe Pharmaceutical   | 18  | 6  | 12 | 21:24 | −3    | 27     |

## Preise

### Torschützenkönige
- Carvalho (23 Tore) (Fujita Industries)

### Rookie des Jahres
- Tsutomu Sonobe (Fujita Industries)

### Best XI
- Mitsuhisa Taguchi (Mitsubishi Heavy Industries)
- Yuji Waki (Fujita Industries)
- Kazuo Saitō (Mitsubishi Heavy Industries)
- Keizō Imai (Fujita Industries)
- Hiroshi Ochiai (Mitsubishi Heavy Industries)
- Nobuo Fujishima (Nippon Kokan)
- Mitsuru Komaeda (Fujita Industries)
- Marinho (Fujita Industries)
- Yoshikazu Nagai (Furukawa Electric)
- Carvalho (Fujita Industries)
- Kunishige Kamamoto (Yanmar Diesel)